# Tom Jones
Thomas Jones Woodward (7. lipnja 1940.), zbog svog doprinosa britanskoj pop glazbi, nositelj kraljičine titule Sir, jednostavnije znan kao Tom Jones, slavni je britanski pjevač, rođen u mjestu Pontypridd, blizu Cardiffa u Walesu. 
Legendarni pjevač moćnog glasa, čija karijera i svjetska slava traju neprekinuto gotovo šest desetljeća, tijekom kojih je prodao preko sto milijuna ploča i ostalih nosača zvuka, snimio nekoliko filmova, a među ženskom populacijom nadimkom Tigar iz Walesa nametnuo se kao jedan od najvećih sex simbola druge polovice 20. stoljeća. 

## Mladi dani, zaposlenje i brak
Sin rudara Thomasa Woodwarda i kućanice Frede Jones, Tom zarana počinje pjevati, isprva na lokalnim svečanostima, vjenčanjima a i u zboru svoje škole.
U dobi od 16 godina napušta srednju školu, te kao običan radnik, bez ikakvih kvalifikacija, radi kao zidarski pomoćnik i povremeni akviziter za prodaju kućanskih aparata.
Nekako u isto vrijeme, vrlo rano, s nepunih 17 godina (1957.), ženi se svojom djevojkom Lindom i rađa mu se sin Mark. Mlada obitelj živi običnim skromnim, nezanimljivim radničkim životom, toliko uobičajenim za provincijske predjele Južnog Walesa, a on naporno radi da prehrani obitelj, ni ne sluteći da će se koju godinu kasnije vinuti u najviši vrh svjetske popularne glazbe, te da će, jedno vrijeme, krajem 60-ih i početkom 70-h godina 20. stoljeća po popularnosti preteći i Beatlese, Rolling Stonese, Presleyja i Sinatru koji će ga čak, na jednom koncertu u Las Vegasu 1968. godine, skromno predstaviti kao – najvećeg.

## Počeci karijere
1963. godine postaje pjevač lokalne beat grupe "Tommy Scott and The Senators“, a svi su, što je u ono doba bilo moderno odjeveni u crne kožne jakne i uske hlače, kao uostalom i svi mladići toga doba koji su odrastali uz filmove Marlona Branda  i Jamesa Deana. Grupa je sticala osrednju lokalnu popularnost i za nju se izvan nekih okruga Južnog Walesa gotovo i nije čulo.
Grupa je snimila još par pjesama, bez nekog većeg uspjeha, i tko zna kako bi karijera Toma Jonesa dalje tekla, ili bi nastavio sa svojim poslom zidarskog pomoćnika, da se nije desio susret koji će sve promijeniti, a njega učiniti jednom od najvećih pjevačkih zvijezda proteklog stoljeća.
Jedne večeri, 1964. godine u klub u kojemu je nastupao slabo poznati pjevač Thomas Jones Woodward navratio je londonski manager Gordon Mills, također Velšanin, i – legenda je rođena.

## Neusiljena snaga pjevanja
Mills je bio sposoban manager koji je odmah prepoznao strahoviti potencijal mladog pjevača, koji je uočio mogućnosti njegova neponovljivog baritona i kasnije često hvaljenu neusiljenu snagu pjevanja. On odvodi svog novog pulena u London i skraćuje mu ime u Tom Jones, jer je baš u to vrijeme bio popularan satirični film istoga imena,  redatelja Tonyja Richardsona, s istoimenim glavnim likom, koji je proslavio glumca Alberta Finneya. Mills je inzistirao da se njegov novi štićenik prozove baš tim imenom, po popularnom filmu, jer je bio uvjeren, i želio je dokazati (a u tome je i uspio), da će stvoriti svjetsku pjevačku superzvijezdu pa će ime Tom Jones svijet asocirati na slavnog pjevača a ne na popularni film.
Inače, nedugo nakon Toma Jonesa, Gordon Mills je „stvorio“ još jednu veliku svjetsku pjevačku superzvijezdu. Naime, Engleza prekrasnog baršunastog glasa, Arnolda Dorseya, rođenog u Indiji, uzeo je pod svoje i promijenio mu ime davši mu ime slavnog njemačkog (?) skladatelja iz 19. stoljeća. Pa iako su u modi bila kratka imena i prezimena, Mills je tvrdoglavo ustrajao na svome i Arnold Dorsey je tako postao čuveni britanski pjevač Engelbert Humperdinck.
Između ove dvojice slavnih pjevača godinama je vladalo nekakvo zdravo rivalstvo, pa iako je popularnost Toma Jonesa bila veća od Humperdinckove, ovaj potonji je prodao više ploča, a mudri Mills je sve to pažljivo vodio. 
Bilo kako bilo početak suradnje s Gordonom Millsom označava drugi dio karijere Toma Jonesa.

## Hitovi Toma Jonesa
Prvi pravi veliki hit (1965.) koji ga je proslavio bio je "It's Not Unusual“, koji odmah zauzima prvo mjesto na britanskoj top listi, i ulazi među prvih deset na američkoj. Iste godine slijedi hit "Thunderball“, naslovna pjesma iz istoimenog filma o Jamesu Bondu (kod nas preveden kao "Operacija Grom“). Definitivno – zvijezda je rođena.
Američki pjevač Jerry Lee Lewis još je ranije bio snimio country verziju jedne, ne baš previše poznate balade s kojom nije polučio nikakav uspjeh. Osim njega tu je pjesmu snimilo još nekoliko i poznatih i nepoznatih pjevača, sve bez nekog posebnog odjeka. Međutim, prilikom svoga boravka u New Yorku, sam Tom Jones čuo je pjesmu u izvođenju Jerry Lee Lewisa i u dogovoru s Millsom zaključio je da je to prava pjesma za njega, pa 1966. godine on snima svoju verziju te balade, svoju najpoznatiju pjesmu, i postiže ogroman, nevjerojatan uspjeh. Riječ je, naravno, o pjesmi Green Green Grass of Home američkog skladatelja Claude Putmana, pjesmi koja je proslavila Toma Jonesa, ali i pjesmi koju je proslavio Tom Jones. Uspjeh je bio toliki da je iznenadio čak i samog pjevača i njegova managera. Pjesmu su nakon toga u svoj repertoar uvrstile gotovo sve najveće svjetske pjevačke zvijezde: Elvis Presley, Kenny Rogers, Dolly Parton, Johnny Cash, Nana Mouskouri, te mnogi drugi pjevači i slavni orkestri, ali nesumnjivo je da je "Green Green Grass of Home“ baš u izvođenju Toma Jonesa ušla u antologiju svjetske tzv. lake glazbe.
Osim toga, baš zbog toga što je Tom Jones Velšanin, "Green Green Grass of Home“ postala je i neslužbena himna rodnog mu Walesa, iako je to izvorno američka country balada.
Nakon toga uspjeh Toma Jonesa i njegov put prema samom vrhu svjetske pop scene je nezadrživ. Redaju se hit za hitom, a, 1968. godine, pjesmom Delilah potpuno je sam zasjeo na mjesto namijenjeno svjetskoj pjevačkoj ličnosti broj 1. S tom je pjesmom (skladatelji Reed i Mason) ponovo postigao neviđeni uspjeh, njegova interpretacija te pjesme ni s čim nije usporediva, pa ne čudi da je ovaj put ostale najveće pjevačke zvijezde nisu uvrštavale u svoj repertoar, jer je bilo jasno da bi bilo koja izvedba tog mega-hita bila blijeda kopija izvedbe Toma Jonesa. "Delilah“ je, te, inače burne 1968. godine, bila najveći i daleko najizvođeniji svjetski hit, toliko se izvodila, i na radio postajama i u svakoj drugoj prilici, pa čak i toliko da je npr. u Danskoj, zbog neprekidnog izvođenja, na kraju te godine proglašena – najdosadnijom pjesmom.

## Vrhunac slave, sex simbol
Idućih godina Tom Jones i dalje izbacuje hitove, u međuvremenu nastupa i u meki svjetske zabave – u Las Vegasu, a pri nastupu u New Yorku događa se, kasnije na njegovim nastupima često viđena, kolektivna histerija ženskog dijela publike. Pošto je on već odavno ustoličen kao neupitni sex simbol, masovna histerija žena na njegovim koncertima uobičajena je pojava. Poslije svakog njegovog nastupa, na pozornici ostaje masu dobačenog cvijeća, raznih poruka i ključeva hotelskih soba, te osobito ženskih komada donjeg rublja. On je u to vrijeme i najskuplja pjevačka zvijezda, pa je tako šokantno zazvučao podatak (iz tog vremena) da su Talijani plaćali Toma Jonesa 300.000 (tristo tisuća) lira po minuti pjevanja. To je u ono vrijeme bilo nezamislivo, a on sam je jednom izjavio da u jedan sat zarađuje više nego njegov otac u 30 godina!  
Tom Jones uskoro počinje održavati sve više koncerata a snimati manje novih hitova. Sve više nastupa u Las Vegasu, gdje se sprijateljuje s Elvisom Presleyjem, i njihovo prijateljstvo traje do Presleyjeve smrti, 1977. godine. Ima i svoj TV show, i u SAD, i u Velikoj Britaniji. Popularnost mu je ogromna, na vrhuncu je slave, što potvrđuje novim hitom iz 1971. godine, "She's a Lady“, hitom koji je posebno za njega skladao jedan drugi velikan pop glazbe, Paul Anka.

## Zalazak zvijezde
Na samom početku 70-ih godina uvjerljivo je najveća svjetska pjevačka zvijezda. Javljaju se mnogi pjevači koji ga pokušavaju imitirati, a toliko je puno u medijima, da je neminovno morao i dosaditi publici. Uz to, polako se i mijenja globalni glazbeni ukus, pa kasnije, tijekom 70-ih godina, karijera Toma Jonesa polako stagnira, a pojavljuju se i nove zvijezde na svjetskoj pop sceni, prvenstveno švedska grupa ABBA, tu su već duže u vrhu i Elton John, David Bowie, te tako tijekom 80-ih godina on, gotovo pa da pada u zaborav, iako i dalje neumorno nastupa na koncertima, "caruje“ u Las Vegasu, ali se stječe dojam da je njegovo vrijeme prošlo. K tome, 1986. godine umire čovjek koji ga je stvorio, Gordon Mills, a novi mu manager postaje sin Mark.

## Ponovni bljesak
Njegova karijera tako, uvjetno rečeno, tavori, ali onda, 1988. ponovo dospijeva na top liste obradom Princeove pjesme „Kiss“, te uskoro počinje opet snimati hitove, te nastupa s novim megazvijezdama, kao npr. s Robbie Williamsom.
Definitivni come back Toma Jonesa na svjetske top liste dogodio se 1999. godine albumom "Reload", te hitom "Sexbomb", tako da, ovaj put s drukčijim glazbenim izrazom, neumorni velikan svjetske pop glazbe kao da poručuje da nipošto nije za mirovinu. I dalje snima hitove, prilagođene današnjem glazbenom trendu, hitove koji zasigurno neće postati evergreeni kao oni iz 60-ih godina, ali koji ga, eto, i dan-danas približavaju mlađim obožavateljima. Nije stoga nimalo čudno da se na njegovim koncertima među mnogobrojnom publikom nalaze pripadnici triju generacija obožavatelja.
To se najbolje vidjelo kad je 2001. godine održao čuveni koncert kod dvorca u Cardiffu, "Tom Jones - Live at Cardiff Castle", kao zahvalu svom rodnom kraju. Ovacije publike ovom slavnom pjevaču su bile zadivljujuće. Tom je izveo probrani repertoar od 27 najvećih hitova svoje karijere, dokazavši da još ima svoje mjesto pri vrhu svjetske popularne glazbe.
Tim više što i dalje, unatoč godinama, ima onaj moćni, neponovljivi glas.